# Erica Durance
Erica Durance (Calgary, 21 de junho de 1978) é uma atriz canadense. Ela é mais conhecida por Lois Lane em Smallville e Alex Reid em Saving Hope.

## Biografia
Após 7 anos, em 2011 Durance completou seu trabalho em Smallville, meses após o encerramento de Smallville, Durance participou de um episódio do seriado Charlie's Angels.
Em janeiro de 2012, ela participou de mais um seriado, Harry's Law. No verão de 2012, Durance começou a trabalhar no seriado Saving Hope, drama médico no qual ela interpretou a protagonista Dr. Alex Reid, ela também é produtora da série.
Em 2019, Erica Durance voltou ao papel de Lois Lane no crossover do Arrowverse, "Crise nas Infinitas Terras". Ela apareceu no Episódio "Crise nas Infinitas Terras: Parte 2", pela série de Batwoman.

## Vida pessoal
Seu primeiro casamento foi com Wesley Parker, do qual ela se divorciou em 1999.
Durance é casada com o ator, escritor e diretor canadense David Palffy desde 2005. Durance tem um enteado chamado Lazslo de um relacionamento anterior de seu marido. Durance tem dois filhos com David: Lochlan William e Liam Jeffrey.

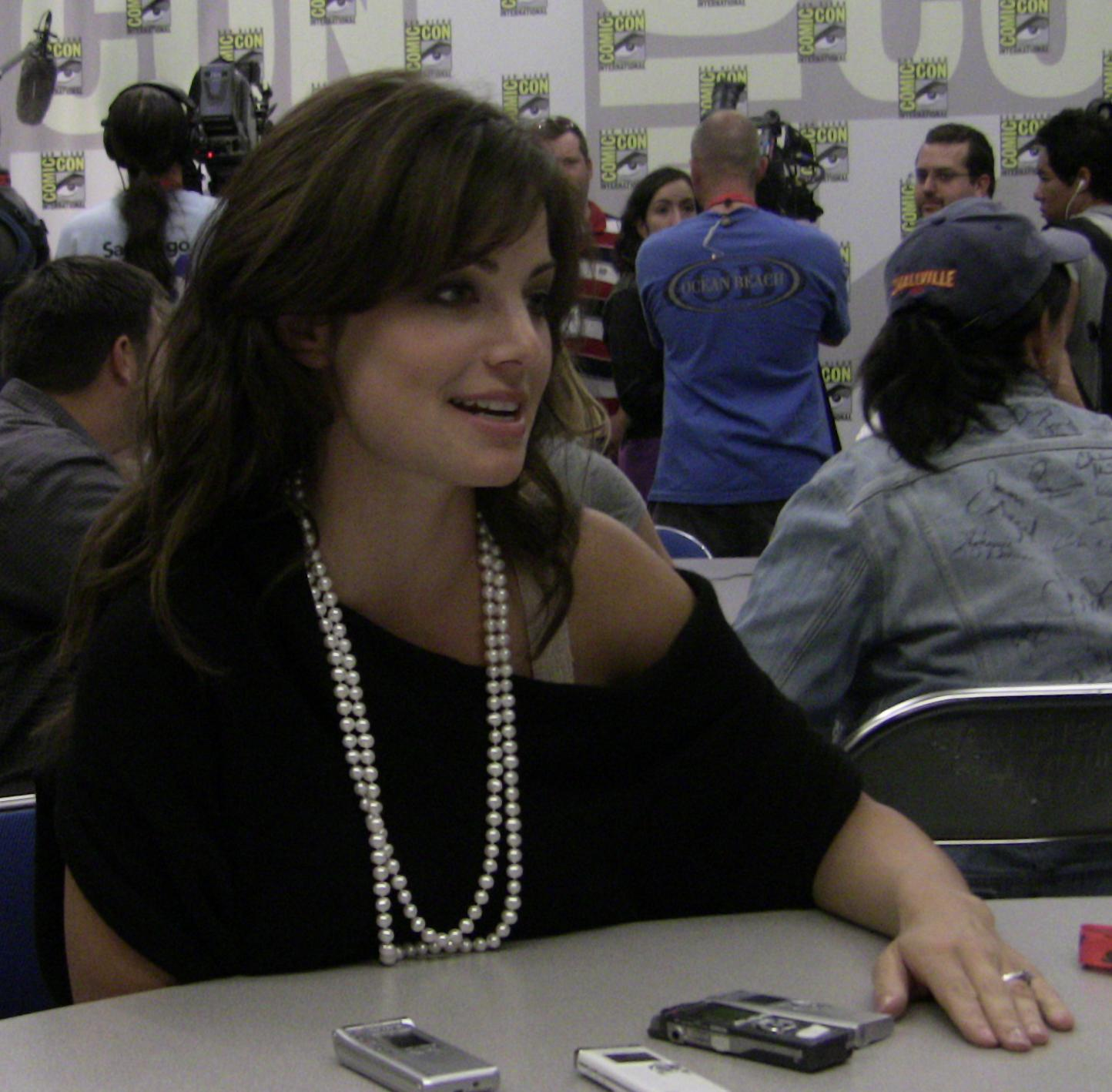
Erica Durance na San Diego Comic-Con International em julho de 2009.

## Carreira
| Filmes | Filmes                              | Filmes           | Filmes         |
| Ano    | Título                              | Papel            | Notas          |
| ------ | ----------------------------------- | ---------------- | -------------- |
| 2002   | The Untold                          | Tara Knowles     | Vídeo          |
| 2003   | 111 Gramercy Park                   | Maddy O'Donnel   | Telefilme      |
| 2003   | House of the Dead                   | Johanna          |                |
| 2003   | Devil Winds                         | Kara Jensen      | Telefilme      |
| 2004   | The Bridge                          | Amy              | Curta-metragem |
| 2006   | Stranded (2006)                     | Carina           | Telefilme      |
| 2006   | The Butterfly Effect 2              | Julie Miller     | Vídeo          |
| 2007   | I Me Wed                            | Isabelle Darden  | Telefilme      |
| 2009   | The Building                        | Jules Wilde      | Telefilme      |
| 2009   | Final Verdict                       | Megan Washington | Telefilme      |
| 2009   | Beyond Sherwood Forest              | Maid Marian      | Telefilme      |
| 2010   | Sophie                              | Natália          |                |
| 2012   | Tim and Eric's Billion Dollar Movie | Paris Waitress   |                |

| Televisão | Televisão            | Televisão          | Televisão                                 |
| Ano       | Título               | Papel              | Notas                                     |
| --------- | -------------------- | ------------------ | ----------------------------------------- |
| 2004      | The Chris Isaak Show | Ashley             | ep: "Let the Games Begin"                 |
| 2004      | Tru Calling          | Angela Todd        | ep: "Drop Dead Gorgeous"                  |
| 2004      | Andromeda            | Amira              | ep: "Time Out of Mind"                    |
| 2004      | Stargate SG-1        | Krista James       | ep: "Affinity"                            |
| 2004      | The Collector        | Rachel Slate       | ep: "Another Collector"                   |
| 2004      | Smallville           | Lois Lane          | 103 episódios (2004-2011)                 |
| 2011      | Charlie's Angels     | Samantha Masters   | ep: "Angels in Chains"                    |
| 2012      | Harry's Law          | Annie Bilson       | ep: "Gorilla My Dreams"                   |
| 2012      | 6 passi nel giallo   | Angela / Christine | ep: "Gemelle"                             |
| 2012      | Saving Hope          | Dr. Alex Reid      | 2012-2017                                 |
| 2017      | Supergirl            | Alura Zor-El       | 10 episódios (2017-2019)                  |
| 2019      | Batwoman             | Lois Lane          | ep: "Crise nas Infinitas Terras: Parte 2" |